# TDN-1 (航空機)
TDN-1
有人飛行中のTDN-1
- 用途：爆撃機・雷撃機
- 設計者：アメリカ合衆国海軍航空廠
- 製造者：アメリカ合衆国海軍航空廠、ブランズウィック
- 運用者：アメリカ合衆国海軍
- 初飛行：1942年11月15日
- 生産数：104 - 114[1]
- 運用状況：退役

TDN-1（Naval Aircraft Factory TDN-1）は、第二次世界大戦中にアメリカ合衆国で開発された無人航空機（UCAV）である。アメリカ合衆国海軍の海軍航空廠が飛行爆弾として開発を開始した。
1942年から1943年にかけて開発とテストが行われ設計はそこそこ成功したが、より進歩した無人機の開発が視野に入り、完成時点で二線級の機体と見なされたTDN-1が作戦に用いられることはなかった。

## 開発
1940年代前半に実現した電波高度計やテレビジョンの発達は、無線操縦の爆撃機や雷撃機の実用化の可能性をもたらした。
1942年1月、海軍航空廠は無人機の開発を開始し、2月に実機の製作が承認された 。3月にジョン・S・キーンをプロジェクト・マネージャーにして、誘導システムにテレビジョンとレーダーを使用する航空機100機の製造計画が決定された。 製造が決定されたTDN-1は、木造の機体に3本の固定脚、飛行試験のために通常のコクピットの増設スペースを確保したものであった。
従来の航空機の生産等の戦時中の優先度の高い計画を阻害しないために、軍需品の生産に関係ない企業が生産に動員され、最後の30機はミシガン州のボーリングのボールやビリヤードのテーブルを生産するブランズウィック（現在のBrunswick、当時Brunswick-Balke-Collender）で生産された。

## 運用
1942年3月、100機が発注された。簡素で低性能な機体であり、性能も実証されていたにもかかわらず、無人機としての作戦に用いるには、複雑かつ高価であると考えられた。TDN-1に代わり、より先進的な無人機インターステート・エアクラフト・アンド・エンジニアリングTDR-1の開発が進められることになった。生産されたTDN-1は試験機、連絡機や練習機として用いられ、何機かは標的機として使用された。

## 派生型

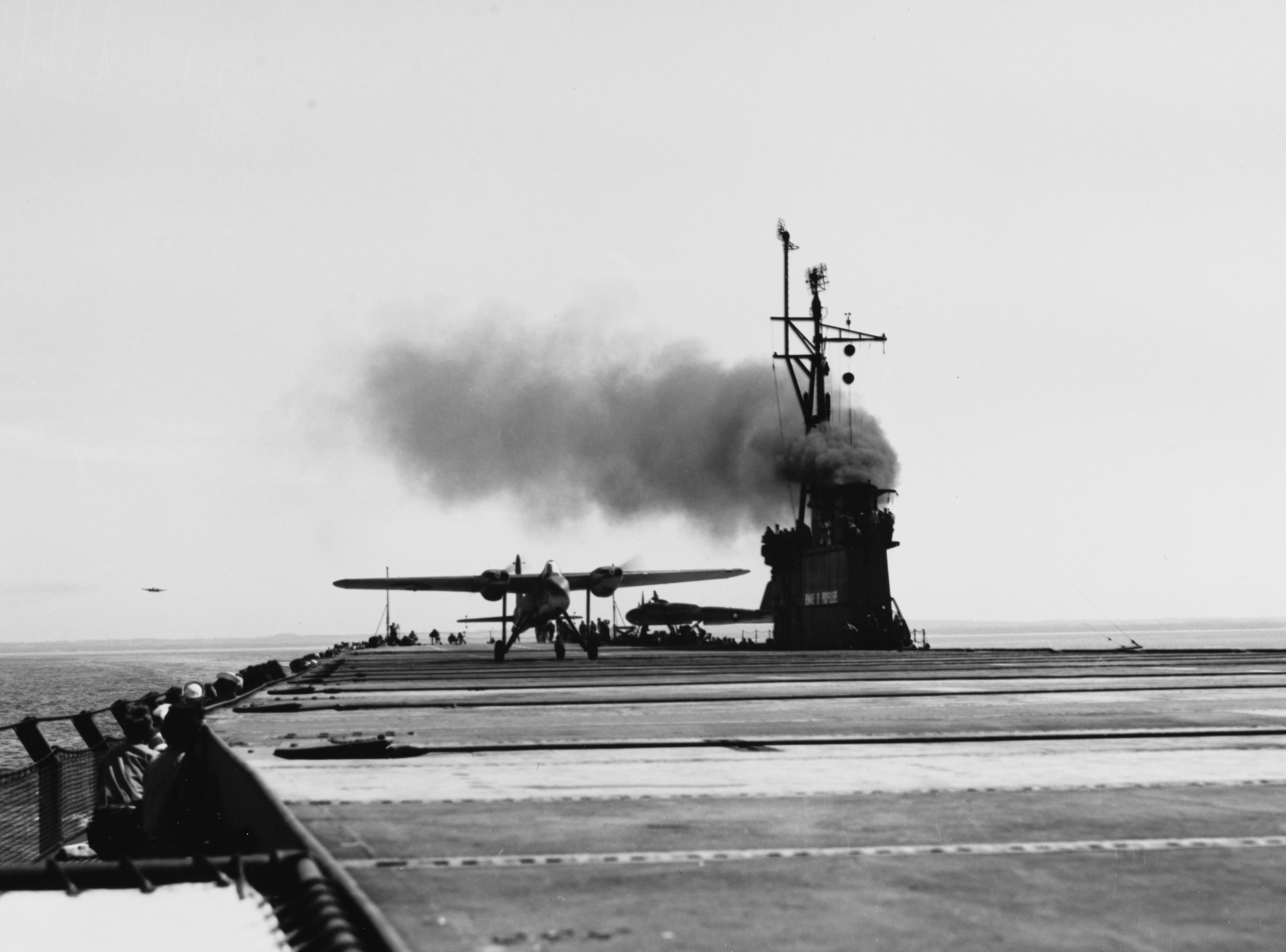
練習空母セーブル上のTDN-1

- XTDN-1：フランクリン O-300エンジン搭載、試作機4機生産[8]。
- TDN-1：生産型、100機生産[9]。

## 要目
出典：TD Series
- 乗員： 0 - 1名
- 全長： 11m（37フィート）
- 全幅： 15m（48フィート）
- エンジン： ライカミングO-435-2 水平対向エンジン2基
  - 出力： 各220hp (160kW)
- 巡航速度： 233km/h
- 武装：2000ポンド爆弾または航空魚雷 × 1